# ابراهیم شهاری
ابراهیم بن قاسم حسینی الشُّهاری (؟ -۱۷۳۰م) تاریخ‌نگار یمنی در سدهٔ دوازدهم هجری بود. منصور بن متوکل او را حاکم تعز گردانید و تا پایان عمر بر آن منصب ماند. طبقات الزیدیه نام‌گرفته به «نسمات الاسحار فی طبقات رواة کتب الفقه و الاخبار» اثر برجستهٔ اوست.